# Nancy Kress
Nancy Kress, da nubile Nancy Anne Koningisor (Buffalo, 20 gennaio 1948), è un'autrice di fantascienza statunitense.

## Biografia
Ha pubblicato numerosi romanzi, fra cui il ciclo dei Mendicanti inaugurato nel 1991 dal racconto Mendicanti in Spagna (vincitore dei premi Hugo 1991 e Nebula 1992), che in seguito diventerà un romanzo vero e proprio in Mendicanti di Spagna (1993), anche se in origine si chiamavano entrambi Beggars in Spain, e completato da Mendicanti e superuomini (1994) e La rivincita dei mendicanti (1996).
La sua carriera inizia nel 1976 con il racconto The Earth Dwellers e prosegue con alcuni romanzi fantasy e di fantascienza. Il suo primo romanzo di fantascienza è An Alien Light (1988). Altri suoi libri pubblicati in Italia sono Porta per l'infinito (2000) e Porta per il sole (2001). Ha vinto quattro premi Nebula e un premio Hugo.
Le sue storie sono tecnicamente realistiche e ambientate in un futuro prossimo plausibilmente ricollegabile al presente. Si serve di temi come l'ingegneria genetica e l'intelligenza artificiale.
Il suo genere letterario viene spesso fatto rientrare tra la fantascienza hard e la fantascienza soft, delineando in definitiva una nuova corrente, non del tutto standard, che si pone in mezzo ai due generi. Nei suoi libri mostra un particolare interesse per la vita intima dei suoi personaggi, che non si può trovare in autori come Larry Niven o Greg Egan, e preferisce elementi di fantascienza soft ad altri hard. D'altra parte è però molto più interessata ai dettagli tecnici rispetto ad autrici prettamente "soft" come Ursula K. Le Guin, e alcune sue storie sono spesso piene di suspense e tracce guida come invece avviene solitamente nella fantascienza più hard.

## Opere
Si indica per ogni opera la prima edizione nell'originale inglese e l'eventuale prima traduzione in lingua italiana.

### Ciclo dei Mendicanti
La serie ebbe origine da un romanzo breve autoconclusivo:
- Modificazione genetica o Dormire, forse sognare... o Mendicanti in Spagna (Beggars in Spain), in Isaac Asimov's Science Fiction Magazine di Aprile 1991. Trad. Micaela Acocella in Millemondinverno 1992: 2 romanzi e 5 racconti, Urania Millemondi 1ª serie n. 42, Arnoldo Mondadori Editore, Ottobre 1992.

Successivamente l'autrice ha espanso tale novella in un romanzo e l'ha proseguita con due seguiti, andando a formare una trilogia:
1. Mendicanti di Spagna (Beggars in Spain), AvoNova / William Morrow, 1993. Trad. Antonella Pieretti, Urania 1315, Arnoldo Mondadori Editore, 3 Agosto 1997.
2. Mendicanti e superuomini (Beggars & Choosers), Tor Books, 1994. Trad. Antonella Pieretti, Urania 1341, Arnoldo Mondadori Editore, 2 Agosto 1998.
3. La rivincita dei mendicanti (Beggars Ride), Tor Books, 1996. Trad. Antonella Pieretti, Urania 1366, Arnoldo Mondadori Editore, 18 Luglio 1999.

La traduzione italiana della saga è stata riunita nel volume omnibus Trilogia dei Mendicanti (Urania Millemondi Magnum 94, Arnoldo Mondadori Editore, Dicembre 2022).
Inoltre, afferisce a questa serie anche un ulteriore romanzo breve spin-off:
- Cani dormienti (Sleeping Dogs) nell'antologia Universi lontani (Far Horizons: All New Tales from the Greatest Worlds of Science Fiction), a cura di Robert Silverberg, HarperCollins, 1999. Trad. Marina Deppisch, I Libri della Mezzanotte 10, Sperling & Kupfer, 2002.

### Robert Cavanaugh
1. Miracoli e giuramenti (Oaths and Miracles), Tor Books, 1996. Trad. Maurizio Nati, Solaria 2, Fanucci Editore, 2000.
2. Contagio (Stinger), Forge, 1998. Trad. Maurizio Nati, Solaria Collezione 3, Fanucci Editore, 2001.

### Le Porte sull'infinito (Probability)
La serie ebbe origine da un racconto lungo autoconclusivo:
- "I fiori della prigione di Aulit" ("The Flowers of Aulit Prison"), in Asimov's Science Fiction di Ottobre-Novembre 1996. Trad. Marco Crosa, Robotica 5, Delos Digital, 2006.

Successivamente l'autrice ambientato nello stesso universo del racconto anche una trilogia di romanzi:
1. Porta per l'infinito (Probability Moon), Tor Books, 2000. Trad. Giancarlo Carlotti, Urania 1444, Arnoldo Mondadori Editore, 14 Luglio 2002.
2. Porta per il sole (Probability Sun), Tor Books, 2001. Trad. Giancarlo Carlotti, Urania 1477, Arnoldo Mondadori Editore, 22 Ottobre 2003.
3. Porta sullo spazio (Probability Space), Tor Books, 2002. Trad. Giancarlo Carlotti, Urania 1494, Arnoldo Mondadori Editore, Gennaio 2005.

### Out of Time
Kress ha contribuito con un romanzo allo sviluppo dell'universo narrativo condiviso Out of Time, coordinato da David Brin:
1. Yanked!, Avon Books, 1999. Composto da Nancy Kress.
2. Tiger in the Sky, Avon Books, 1999. Composto da Sheila Finch.
3. The Game of Worlds, Avon Books, 1999. Composto da Roger MacBride Allen.
4. Storm's Eye, RosettaBooks, 2021. Composto da October K. Santerelli.
5. The Archimedes Gambit, RosettaBooks, 2021. Composto da Patrick Freivald.

### Crossfire
1. Crossfire: L'ultimo pianeta (Crossfire), Tor Books, 2003. Trad. Giancarlo Carlotti, Urania 1501, Arnoldo Mondadori Editore, Agosto 2005.
2. A dura prova (Crucible), Tor Books, 2004. Trad. Dario Rivarossa, Urania 1509, Arnoldo Mondadori Editore, Aprile 2006.

### Soulvine Moor Chronicles
Trilogia composta sotto lo pseudonimo di Anna Kendall.
1. Crossing Over, Gollancz, 2010.
2. Dark Mist Rising, Gollancz, 2011.
3. A Bright and Terrible Sword, Gollancz, 2013.

### Trilogia del Domani
La serie ebbe origine da un romanzo breve autoconclusivo:
- Yesterday's Kin, Tachyon Publications, 2014.

Successivamente l'autrice ha espanso tale novella in un romanzo e l'ha proseguita con due seguiti, andando a formare una trilogia:
1. Nessun domani (Tomorrow's Kin), Tor Books, 2017. Trad. Lia Tomasich, Urania 1656, Arnoldo Mondadori Editore, Luglio 2018.
2. Se ci sarà un domani (If tomorrow comes), Tor Books, 2018. Trad. Lia Tomasich, Urania 1678, Arnoldo Mondadori Editore, Maggio 2020.
3. Un domani per la Terra (Terran Tomorrow), Tor Books, 2018. Trad. Lia Tomasich, Urania 1691, Arnoldo Mondadori Editore, Giugno 2021.

La trilogia è stata riunita nel volume omnibus Yesterday's Kin Trilogy (Tor Books, 2019).

### Romanzi e novelle autoconclusivi
- The Prince of Morning Bells, Timescape / Pocket Books, 1981.
- The Golden Grove, Bluejay Books, 1984.
- The White Pipes, Bluejay Books, 1985.
- La città della luce (An Alien Light), Arbor House / William Morrow, 1988. Trad. Annarita Guarnieri, Cosmo. Collana di Fantascienza 199, Editrice Nord, 1989.
- Brain Rose, William Morrow, 1990.
- Spirito indomabile (And Wild for to Hold), in Isaac Asimov's Science Fiction Magazine di Luglio 1991; prima edizione in volume nell'antologia Alternate Wars, a cura di Gregory Benford e Martin H. Greenberg, Bantam Spectra, 1991. Trad. Edmondo Masuzzi nell'antologia I mondi del possibile, a cura di Piergiorgio Nicolazzini, Grandi Opere Nord 23, Editrice Nord, 1993.
- Incubo genetico (Maximum Light), Tor Books, 1998. Trad. Maurizio Nati, Il Libro d'Oro 107, Fanucci Editore, 1999.
- Computer virus (Computer Virus),  in Isaac Asimov's Science Fiction Magazine di Aprile 2001; prima edizione in volume nell'antologia Scorciatoie nello spaziotempo (Year's Best SF 7), a cura di Kathryn Cramer e David G. Hartwell, HarperCollins, 2002; trad. Pietro Anselmi, Urania Millemondi 2ª serie n. 40, Arnoldo Mondadori Editore, Luglio 2005.
- Mai più umani (Nothing Human), Golden Gryphon 27, Golden Gryphon Press, 2003. Trad. Ferruccio Alessandri, Urania 1519, Arnoldo Mondadori Editore, Febbraio 2007.
- Il trattamento D (Fountain of Age), in Asimov's Science Fiction di Luglio 2007; prima edizione in volume nell'antologia Nebula Awards Showcase 2009: The Year's Best SF and Fantasy, a cura di Ellen Datlow, Paw Prints, 2009. Trad. Roberto Chiavini, Odissea Fantascienza 32, Delos Books, 2009.
- Dogs, Tachyon Publications, 2008.
- La connessione Erdmann (The Erdmann Nexus), in Asimov's Science Fiction di Ottobre-Novembre 2008; prima edizione in volume nell'antologia The Year's Best Science Fiction: Twenty-Sixth Annual Collection, a cura di Gardner Dozois, St. Martin's Griffin, 2009. Trad. Salvatore Proietti, Odissea Fantascienza 39, Delos Books, 2010.
- Steal Across the Sky, Tor Books, 2009.
- Atto primo (Act One), in Asimov's Science Fiction di Marzo 2009; prima edizione in volume Phoenix Pick, 2010. Trad. Luca Landoni, Odissea Fantascienza 46, Delos Books, 2011.[1]
- Dopo la caduta (After the Fall, Before the Fall, During the Fall), Tachyon Publications, 2012. Trad. F. Lato, Odissea Fantascienza 62, Delos Books, 2013.
- Flash Point, Viking Press, 2012.
- L'undicesimo portale (The Eleventh Gate), Baen Books, 2020. Trad. Alessandro Vezzoli, Urania Jumbo 40, Febbraio 2023.
- Il mare cambia (Sea Change), Tachyon Publications, 2020. Trad. Nicola Fantini, Urania 1728, Luglio 2024.
- Observer, The Story Plant, 2023; collaborazione con Robert Lanza.

### Raccolte di racconti
- Trinity and Other Stories (1985)
- The Aliens of Earth (1993)
- Beaker's Dozen (1998)
- Nano Comes to Clifford Falls and Other Stories (2008)
- Five Stories (ebook autopubblicato, 2011)
- Future Perfect: Six Stories of Genetic Engineering (2012)
- The Body Human: Three Stories of Future Medicine (2012)
- AI Unbound: Two Stories of Artificial Intelligence (2012)
- Fountain of Age: Stories (2012)

### Racconti
(elenco parziale)
- Le sfumature del grigio (A Delicate Shade of Kipney, 1978)
- Il traliccio (Against a Crooked Stile, 1979)
- Tra tutte quelle stelle (Out of All Them Bright Stars, 1985, 1986)
- Trinità (Trinity, 1987)
- La donna che osservava le rane (FrogWatch, 2013)